# أوسكار بورغ
أوسكار بورغ (بالنرويجية البوكمول: Oscar Borg)‏ هو عالم موسيقى وملحن نرويجي، ولد في 11 يونيو 1851 في هالدن في النرويج، وتوفي في 29 ديسمبر 1930.

## وصلات خارجية
- أوسكار بورغ على موقع IMDb (الإنجليزية)
- أوسكار بورغ على موقع ميوزك برينز (الإنجليزية)
- أوسكار بورغ على موقع ديسكوغز (الإنجليزية)